# Mani (prophète)
Pour les articles homonymes, voir Mani.
Cette page contient des caractères spéciaux ou non latins. S’ils s’affichent mal (▯, ?, etc.), consultez la page d’aide Unicode.
 (octobre 2015).
Si vous disposez d'ouvrages ou d'articles de référence ou si vous connaissez des sites web de qualité traitant du thème abordé ici, merci de compléter l'article en donnant les références utiles à sa vérifiabilité et en les liant à la section « Notes et références ».
Mani (en persan : مانی), aussi appelé Manès, né probablement le 14 avril 216 (8 avril 527 de l'ère séleucide) à Mardinu, près de Ctésiphon, et mort selon les sources le 2 mars 274 ou le 26 février 277 à Gundishapur, est un théologien connu pour être le fondateur du manichéisme.
Parmi les étymologies possibles de son nom figure le sanskrit maṇi : pierre, perle précieuse, joyau, que l'on retrouve dans le mantra Om mani padme hum.

## Biographie

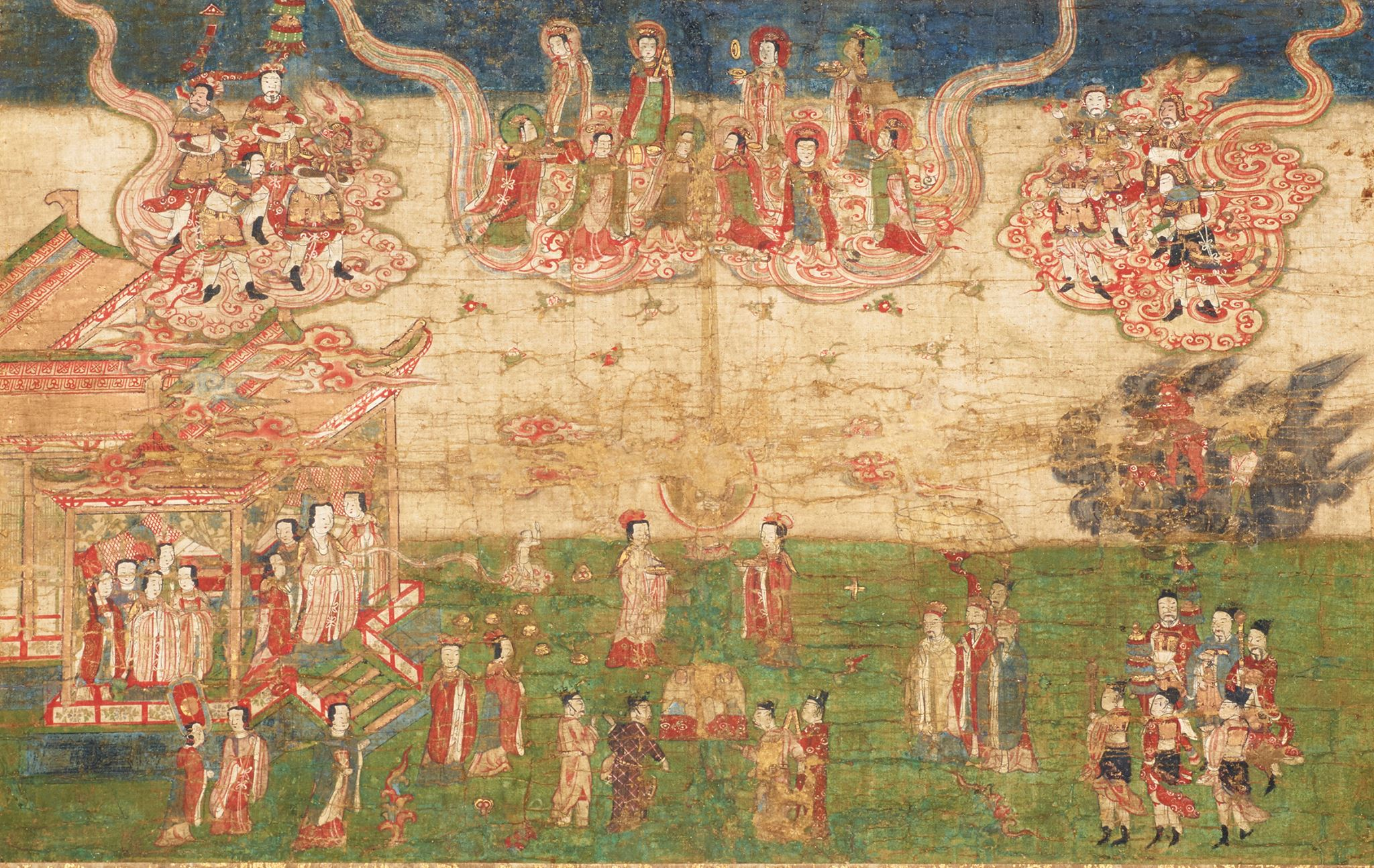
La Naissance de Mani, peinture chinoise de la dynastie Yuan, XIVe siècle.

Il est judéo-chrétien par son père et zoroastrien par sa mère iranienne, né infirme de la jambe droite (dans un passage de son Kitab-al-Fihrist, l'historien arabe Ibn al-Nadim parle de difformité des deux jambes). Son père Pātik (du persan Pattūg, en grec Παττικιος, en arabe Futtuq), né à Ecbatane, est un noble qui se convertit très tôt au courant des elkasaïtes. Sa mère (plusieurs noms lui sont attribués, dont Mariam) appartiendrait à une famille princière issue de Kamsarakan et apparentée à celle des Arsacides, les souverains parthes alors régnants. D'après les textes manichéens, son père aurait reçu l'injonction par un ange trois jours de suite dans le temple de Ctésiphon, au moment où sa femme était enceinte de Mani, de s'abstenir de vin, de viande et de tout rapport sexuel. Après ces visions, il aurait abjuré son paganisme et rejoint la secte des « baptistaï » identiques non pas aux mandéens, mais aux elkasaïtes. Ayant quitté sa femme pour rejoindre sa communauté dans le Characène, Pātik vient rechercher son fils alors âgé de 4 ans pour l'emmener dans sa communauté ascétique.
Mani aurait deux révélations placées respectivement le 1er avril 228 et le 24 avril 240, correspondant aux âges symboliques de 12 et 24 ans. Dès sa première vision, Mani affirme être en contact avec son jumeau, le Syzygos, en parthe yamag rōšan, ou "jumeau de lumière", qui lui révèle les secrets de l'univers, à la suite de quoi il doit quitter la secte hostile des elkasaïtes pour enseigner la parole du Christ.
Se considérant comme un imitateur de la vie de Jésus, Mani se met à prêcher vers 240, année de son voyage dans le royaume indo-grec sur les traces de la communauté de l'apôtre Thomas, où il est probablement influencé par le gréco-bouddhisme. De retour en 242, il rejoint la cour du roi sassanide Shapur Ier, fidèle au zoroastrisme, à qui il dédicace son premier ouvrage en perse, Shabuhragan et lui présente sa doctrine du manichéisme. Le monarque conçoit tout l'intérêt d'une religion nationale pour unifier son empire, et lui donne alors le droit de répandre librement son enseignement dans tout l'Empire perse où il prêche en araméen. La foi nouvelle progresse rapidement et les communautés se multiplient sous son regard bienveillant.
Vient le règne de Bahrâm Ier, en 272, qui favorise un retour au mazdéisme. Persécuté, Mani se réfugie au Khorassan où il fait des adeptes parmi les seigneurs locaux. Inquiété de voir cette influence grandir, Bahrâm Ier le remet en confiance et le rappelle à Ctésiphon. Mais c'est la prison et les mauvais traitements qui l'attendent. La consigne est de le faire mourir lentement sous le poids de ses chaînes. Son agonie dure 26 jours, puis il meurt d'épuisement à Gundishapur aux alentours du 26 février 277, à l'âge de soixante ans environ. Selon la tradition, sa tête est coupée et clouée à une porte de la ville. Pour Abû Mansûr at-Tha‘âlibî, son corps est écorché et sa peau, remplie de paille, suspendue à une entrée de la ville tandis qu'Ibn al-Nadim relate dans le Kitab-al-Fihrist que son cadavre coupé en deux est exposé à deux portes de la ville. La passion de Mani sera perçue comme une transposition de la Passion du Christ par ses adeptes.
Peintre visionnaire et philosophe, poète, musicien, médecin, Mani a transmis une vision du monde et de la vie si puissante que son enseignement se répandit, de manière totalement pacifique, de l’Afrique à la Chine, des Balkans à la péninsule arabique (voir l'article détaillé : Manichéisme en Chine).
Il influencera jusqu'à saint Augustin, qui fera partie quelque temps des manichéens avant de se convertir au Catholicisme.

## Dans la fiction
- Les jardins de lumière de Amin Maalouf : biographie romancée de Mani dans laquelle l'auteur revient largement sur la philosophie et croyances du penseur.

### Textes
- Amin Maalouf, Les Jardins de lumière, Lattès, 1991  (ISBN 9782253061779).
- Nahal Tajadod, Mani le bouddha de lumière, catéchisme manichéen chinois, Cerf, 1991  (ISBN 2204040649).

### Études
- François Decret, Mani et la tradition manichéenne, Paris, Seuil, coll. « Les Maitres spirituels », 1974.
- Michel Tardieu, Le manichéisme, coll. Que sais-je ? no 1940, Paris, Presses Universitaires de France, 1981, 128 p.Deuxième édition corrigée, 1997.
- Michel Tardieu, « Mani et le manichéisme. Le dernier prophète », dans l'Encyclopédie des religions, Bayard Éditions, 1997, Tome 1, pp. 225-230  (ISBN 9782227011007).Publié sous la direction de Fr. Lenoir, Y. Tardan-Masquelier, M. Meslin et J.-P. Rosa.